# Rezerwat przyrody Podgórze
Rezerwat przyrody Podgórze – leśny rezerwat przyrody utworzony w 1987 roku na terenie gminy Kadzidło. 
Celem ochrony jest zachowanie fragmentu Puszczy Zielonej z naturalnymi drzewostanami świerkowo-sosnowymi.